# Grygov
Grygov település Csehországban, a Olomouci járásban. Grygov Kožušany-Tážaly, Velký Týnec, Krčmaň, Majetín, Charváty, Blatec és Dub nad Moravou településekkel határos. Lakosainak száma 1519 fő (2024. január 1.).

## Népesség
A település lakosságának változását az alábbi diagram mutatja:
| Lakosok száma | 478  | 696  | 954  | 1174 | 1539 | 1387 | 1492 | 1533 | 1546 | 1519 |
|               | 1869 | 1890 | 1921 | 1950 | 1980 | 2001 | 2017 | 2019 | 2022 | 2024 |